# Nuoto ai campionati mondiali di nuoto 2024 - 200 metri misti femminili
La gara di nuoto dei 200 metri misti femminili dei campionati mondiali di nuoto 2024 è stata disputata il 11 e 12 febbraio 2024 presso l'Aspire Dome di Doha. Vi hanno preso parte 25 atlete provenienti da 23 nazioni.
La competizione è stata vinta dalla nuotatrice statunitense Kate Douglass, mentre l'argento e il bronzo sono andati rispettivamente alla canadese Sydney Pickrem e alla cinese Yu Yiting.

## Podio
| Posizione | Atleta         | Nazionalità |
| --------- | -------------- | ----------- |
| Oro       | Kate Douglass  | Stati Uniti |
| Argento   | Sydney Pickrem | Canada      |
| Bronzo    | Yu Yiting      | Cina        |

## Programma
| Data             | Ora (UTC+3) | Turno      |
| ---------------- | ----------- | ---------- |
| 11 febbraio 2024 | 09:32       | Batterie   |
| 11 febbraio 2024 | 20:01       | Semifinali |
| 12 febbraio 2024 | 20:23       | Finale     |

## Record
Prima della competizione il record del mondo e il record dei campionati erano i seguenti:
| Record mondiale       | 2'06"12 | Katinka Hosszú Ungheria | 3 agosto 2015 Kazan', Russia |
| Record dei campionati | 2'06"12 | Katinka Hosszú Ungheria | 3 agosto 2015 Kazan', Russia |

## Risultati

### Batterie
| Pos. | Batteria | Corsia | Atleta                | Nazionalità   | Tempo   | Note  |
| ---- | -------- | ------ | --------------------- | ------------- | ------- | ----- |
| 1    | 3        | 4      | Kate Douglass         | Stati Uniti   | 2'10"01 | Q     |
| 2    | 2        | 4      | Sydney Pickrem        | Canada        | 2'10"97 | Q     |
| 3    | 1        | 4      | Marrit Steenbergen    | Paesi Bassi   | 2'11"45 | Q     |
| 4    | 1        | 3      | Yu Yiting             | Cina          | 2'11"53 | Q     |
| 5    | 1        | 5      | Abbie Wood            | Gran Bretagna | 2'11"57 | Q     |
| 6    | 2        | 3      | Charlotte Bonnet      | Francia       | 2'12"32 | Q     |
| 7    | 2        | 6      | Ashley McMillan       | Canada        | 2'12"65 | Q     |
| 8    | 3        | 5      | Anastasia Gorbenko    | Israele       | 2'12"76 | Q     |
| 9    | 2        | 5      | Sara Franceschi       | Italia        | 2'13"66 | Q     |
| 10   | 3        | 3      | Kim Seo-yeong         | Corea del Sud | 2'13"85 | Q     |
| 11   | 1        | 2      | Lena Kreundl          | Austria       | 2'14"03 | Q     |
| 12   | 3        | 2      | Kristen Romano        | Porto Rico    | 2'14"24 | Q     |
| 13   | 2        | 2      | Letitia Sim           | Singapore     | 2'14"26 | Q-->R |
| 14   | 3        | 6      | Dalma Sebestyen       | Ungheria      | 2'14"27 | Q     |
| 15   | 1        | 6      | Cyrielle Duhamel      | Francia       | 2'15"24 | Q     |
| 16   | 3        | 7      | Tamara Potocká        | Slovacchia    | 2'15"69 | Q     |
| 17   | 1        | 7      | Stefanía Gómez        | Colombia      | 2'16"22 | Q     |
| 18   | 3        | 1      | McKenna DeBever       | Perù          | 2'16"52 |       |
| 19   | 2        | 7      | Kamonchanok Kwanmuang | Thailandia    | 2'17"48 |       |
| 20   | 2        | 8      | Stephanie Iannaccone  | Porto Rico    | 2'18"43 |       |
| 21   | 2        | 1      | Nicole Frank          | Uruguay       | 2'20"66 |       |
| 22   | 1        | 1      | Valerie Tarazi        | Palestina     | 2'22"88 |       |
| 23   | 1        | 8      | Inana Soleman         | Siria         | 2'27"15 |       |
| 24   | 3        | 0      | Mok Sze Ki            | Hong Kong     | 2'29"14 |       |
| 25   | 3        | 8      | Hamna Ahmed           | Malaysia      | 2'54"15 |       |

### Semifinali
| Pos. | Semifinale | Corsia | Atleta             | Nazionalità   | Tempo    | Note |
| ---- | ---------- | ------ | ------------------ | ------------- | -------- | ---- |
| 1    | 2          | 4      | Kate Douglass      | Stati Uniti   | 2'08"41  | Q    |
| 2    | 1          | 4      | Sydney Pickrem     | Canada        | 2'08"76  | Q    |
| 3    | 1          | 5      | Yu Yiting          | Cina          | 2'08"83  | Q    |
| 4    | 1          | 6      | Anastasia Gorbenko | Israele       | 2'10"15  | Q    |
| 5    | 1          | 3      | Charlotte Bonnet   | Francia       | 2'10"324 | Q    |
| 6    | 2          | 5      | Marrit Steenbergen | Paesi Bassi   | 2'11"23  | Q    |
| 7    | 2          | 3      | Abbie Wood         | Gran Bretagna | 2'11"35  | Q    |
| 8    | 2          | 6      | Ashley McMillan    | Canada        | 2'12"23  | Q    |
| 9    | 2          | 2      | Sara Franceschi    | Italia        | 2'12"34  |      |
| 10   | 1          | 2      | Kim Seo-yeong      | Corea del Sud | 2'12"72  |      |
| 11   | 2          | 1      | Dalma Sebestyen    | Ungheria      | 2'13"25  |      |
| 12   | 1          | 7      | Kristen Romano     | Porto Rico    | 2'13"33  |      |
| 13   | 2          | 7      | Lena Kreundl       | Austria       | 2'13"72  |      |
| 14   | 1          | 1      | Cyrielle Duhamel   | Francia       | 2'13"93  |      |
| 15   | 2          | 8      | Tamara Potocká     | Slovacchia    | 2'15"36  |      |
| 16   | 1          | 8      | Stefanía Gómez     | Colombia      | 2'19"30  |      |

### Finale
| Pos.    | Corsia | Atleta             | Nazionalità   | Tempo   | Note |
| ------- | ------ | ------------------ | ------------- | ------- | ---- |
| Oro     | 4      | Kate Douglass      | Stati Uniti   | 2'07"05 |      |
| Argento | 5      | Alexandra Walsh    | Canada        | 2'08"56 |      |
| Bronzo  | 3      | Yu Yiting          | Cina          | 2'09"01 |      |
| 4       | 6      | Anastasia Gorbenko | Israele       | 2'10"17 |      |
| 5       | 7      | Marrit Steenbergen | Paesi Bassi   | 2'10"24 |      |
| 6       | 1      | Abbie Wood         | Gran Bretagna | 2'11"20 |      |
| 7       | 2      | Charlotte Bonnet   | Francia       | 2'11"23 |      |
| 8       | 8      | Ashley McMillan    | Canada        | 2'13"48 |      |